# Mechthild Dyckmans
Mechthild Dyckmans geb. Guderian (* 26. Dezember 1950 in Bad Sachsa) ist eine deutsche Politikerin (FDP). Von 2005 bis 2013 war sie Abgeordnete des Deutschen Bundestages, von 2009 bis 2013 die Drogenbeauftragte der Bundesregierung.

## Leben und Beruf
Nach dem Abitur 1969 absolvierte Mechthild Dyckmans ein Studium der Rechtswissenschaft an der Goethe-Universität in Frankfurt am Main, welches sie 1974 mit dem ersten juristischen Staatsexamen beendete. Nach dem Referendariat bestand sie 1977 auch die zweite juristische Staatsprüfung. Anschließend war sie als Richterin, zunächst am Landgericht Wiesbaden, dann am Amtsgericht Frankfurt am Main und an den Verwaltungsgerichten Frankfurt am Main und Kassel tätig. Von 1990 bis 2005 war sie Richterin am Hessischen Verwaltungsgerichtshof.
Mechthild Dyckmans ist verheiratet und hat zwei Kinder.

## Partei
Seit 1977 ist sie Mitglied der FDP. Sie gehört seit 2001 dem FDP-Landesvorstand in Hessen an und ist seit 2004 Vorsitzende des FDP-Kreisverbandes Kassel-Stadt. Von 2009 bis 2013 war sie stellvertretende Koordinatorin der Gruppe der „Christen in der FDP-Bundestagsfraktion“.

## Abgeordnete und öffentliche Ämter
Von 1995 bis 1997 gehörte sie der Stadtverordnetenversammlung von Kassel an.
Von 2005 bis 2013 war Dyckmans Mitglied des Deutschen Bundestages. Dort war sie in der 16. Legislaturperiode Sprecherin der FDP-Bundestagsfraktion für Justizpolitik. Dyckmans ist stets über die Landesliste Hessen in den Bundestag eingezogen.
Am 19. November 2009 wurde Dyckmans als Nachfolgerin von Sabine Bätzing zur Drogenbeauftragten der Bundesregierung ernannt.
Zur Bundestagswahl 2013 trat Dyckmans nicht wieder an.